# Khamiruinerna
Khamiruinerna är en ruinstad och ett nationalmonument i Zimbabwe som 1986 upptogs på Unescos världsarvslista. De ligger 22 km väster om Bulawayo och 250 km från föregångaren Stora Zimbabwe och var en gång huvudstad i kungadömet Butua. Staden är av stort arkeologiskt värde då fynd från Kina och Europa tyder på att staden var en viktig handelsplats under lång tid. 
Staden var centrum för Torwadynastin från 1400-talet till 1600-talet.

## Historia
Staden Khami, verkar ha grundats vid samma tid som Stora Zimbabwe övergivits på 1400-talet. Staden var huvudstad under Torwadynastin, från omkring 1450 och växte fram till mitten av 1600-talet. Enligt traditionen plundrades staden år 1683 av Changamire Dombo som ledde en trupp med WaRozwirebeller från Munhumutapariket. Utgrävningar verkar visa att platsen inte var bebodd efter att dessa Rozvi tagit över. Rozvi gjorde en annan av Khamifasens platser, Danamombe (Dhlo-Dhlo) till sin nya huvudstad.

## Stadens utseende
Det allmänna intrycket är ett ringa och ett mindre mäktigt samhälle än det i Stora Zimbabwe. Det är möjligt att några av byggarna i Stora Zimbabwe med mindre mänskligt kapital och mindre spänstighet konstruerade den enklare versionen av Stora Zimbabwe.
Platsen för Khami avslöjar sju uppbyggda områden. En del innehades av den kungliga familjen och därtill olika öppna ytor i dalen som beboddes av övriga befolkningen. Ruinerna inkluderar en kunglig gård eller kullkompex, som låg högre än andra byggnader, stenmurar och hyddplattformar, men även ett kristet kors som tros ha placerats av en samtida missionär. Det finns även ruiner på östra sidan av floden Khami. Andra plattformar tros ha varit boskapinhägnader och en stödjemur med ett schackrutsmönster. Nyare utgrävningar (2000-2006) har avslöjat att samtliga murar i den västra delen av kullkomplexet, är dekorerade i rutmönster, fiskbensmönster, med ränder, såväl som olikfärgade stenblock.

## Arkitektur
Bosättningen var en utveckling av den arkitekturstil som sprang fram i Stora Zimbabwe på 1200-talet. Förnyelsen härrör från miljön i vilken staden byggdes i. Med Matopangranit som är svårare att bryta var det svårt att skapa flata stenblock för att kunna bygga kallmurar. Byggnadernas struktur och stil (knappt något bevarat utöver grunder och gångvägar) visar därför en del originella lösningar på detta problem.
Stenarna de bröt kom från större block som spricker upp likt lökar, och följer bergets cirkulära natur. Detta var passande för byggnaders plattformar men inte för fristående murar. Det fanns därtill inga plana kullar där man kunde bygga så den brutna Matopanomgivningen var man tvungen att tämja genom att fylla upp området mellan stenblocken med stenar och jordmassor. Denna brist på sten av hög kvalitet innebar att nästan alla byggnader skapades av träförstärkt lera, av vilka inga exempel finns kvar.